# Кофивил (Мисисипи)
Кофивил (енгл. Coffeeville) град је у америчкој савезној држави Мисисипи.

## Демографија
По попису из 2010. године број становника је 905, што је 25 (-2,7%) становника мање него 2000. године.
| Група             | 2000.       | 2010.       |
| Белци             | 414 (44,5%) | 374 (41,3%) |
| Афроамериканци    | 507 (54,5%) | 503 (55,6%) |
| Азијати           | 0 (0,0%)    | 6 (0,7%)    |
| Хиспаноамериканци | 17 (1,8%)   | 10 (1,1%)   |
| Укупно            | 930         | 905         |